# مکان‌های فرعی آردا
در سرزمین میانه داستان‌های جی. آر. آر. تالکین، از مکان‌های کوچک و بزرگ بسیاری نام برده شده است برخی از این مکان‌ها پایین آورده شده‌اند.
همچنین ببینید: مکان‌های فرعی در سرزمین میانه و مکان‌های فرعی در بلریاند

## آ

### آلمارن
در زبان کوئنیا به معنی مورد رحمت واقع شده، آلمارن جزیره ای در گریت لیک (دریاچهٔ بزرگ) است و سرزمین مادری والار در مرکز آردا است. این منطقه جایی است که نور دو فانوس با هم آمیخته می‌شود. مورگوت به آلمارن یورش می‌برد و آن را نابود می‌کند در نتیجه والار به منطقه ای در غرب دور به نام والینور می‌روند. برپایهٔ برخی سنت‌ها، آلمارن از یورش جان سالم به در می‌برد و آلمارن و تول ارسئا در اصل یک جزیره‌اند.

### اِرد انگرین
اِرِد اِنگرین یا کوهستان آهن رشته کوه‌هایی انبوه در شمال سرزمین میانی بود که بخشی از آن در جریان جنگ خشم نابود شد. نیروهای آنگباندِ مورگوت در زیر تانگورودریم در این کوهستان قرار داشتند. این کوهستان رو به دشت‌های آرد-گالن، دورتونیون و بلریاند مرکزی در جنوب بود.

## ت

### تانگورودریم
تانگورودریم به معنی «کوه‌های ستم»، به مجموعهٔ سه کوه آتشفشانی در کوهستان آهن گفته می‌شد که در شمالی‌ترین نقطهٔ سرزمین میانی در دوره نخست قرار داشت. این سه کوه، بلندترین قله‌های سرزمین میانی بودند که مورگوت آن‌ها را بنا کرده بود و در زیر آن‌ها نیروهای آنگباند را پرورش می‌داد.
در دوره ای عقاب‌ها در تانگورودریم زندگی می‌کردند اما در دورهٔ نخست به سرزمینی نزدیک گوندولین مهاجرت کردند. تانگورودریم به همراه بلریاند و همهٔ بخش غربی سرزمین میانی در جریان نبرد خشم در پایان دوره نخست، نابود شد.